# Don't Stop Me Now
Don't Stop Me Now je skladba britské rockové skupiny Queen z alba Jazz z roku 1978. Jako singl byla vydána v roce 1979. Text napsal Freddie Mercury, přičemž nahrána byla počátkem roku 1978 ve studiu Super Bear Studios v francouzské obci Berre-les-Alpes. Tato skladba je dvanáctou skladbou na albu.
Hudebně je skladba založená na Mercuryho hře na klavír spolu s hrou na baskytaru Johna Deacona a bicími Rogera Taylora. Skladba je také příkladem typickým pro skupinu Queen, tedy vícestopými harmonickými vokály v refrénech. Později se stala jednou z nejznámějších skladeb skupiny Queen. Skladba se také objevila v roce 1981 na výběrovém albu Greatest Hits.

## Obsazení nástrojů
- Freddie Mercury – hlavní zpěv, doprovodné vokály, klavír
- Brian May – elektrická kytara (Red Special), doprovodné vokály
- Roger Taylor – bicí, tamburína, triangl, doprovodné vokály
- John Deacon – basová kytara, doprovodné vokály